# 憲法はまだか
『憲法はまだか』（けんぽうはまだか）は、NHKが日本国憲法公布50周年を記念し、1996年に放映したテレビドラマ。日本国憲法制定までのいきさつや、草案をめぐって政治家、GHQ民政局、憲法学者たちが繰り広げた舞台裏の駆け引きを再現。全身包帯で巻かれた人間を「産まれつつある憲法の象徴」として登場させるなど単なる歴史ドラマ・政治劇の枠を超える斬新な演出が注目を浴び、第23回放送文化基金賞優秀賞（1997年）を受賞。のち角川書店から小説として出版されている。

## 概要
1995年9月、衆議院帝国憲法改正案委員小委員会（通称・芦田均小委員会）の秘密議事録が50年ぶりに公開され、これをきっかけに企画、翌1996年の日本国憲法制定50周年記念として製作された。企画したNHKプロデューサー・金沢宏次は、日本国憲法制定を通じ、日本再建に党派を超えて取り組む政治家、学者らによるドラマティック（躍動的）な駆け引きの再現を目指す。脚本は、戦後日本のあり方を問い続けてきたジェームス三木が担当した。
第一部「象徴天皇」では憲法問題担当大臣・松本烝治（津川雅彦）と公爵・近衛文麿（江守徹）の確執を軸に、総理・幣原喜重郎（神山繁）、外相・吉田茂（鈴木瑞穂）らの動きを描く。第二部「戦争放棄」は、松本委員会による極秘の「憲法問題調査委員会試案」を毎日新聞が1946年2月1日にスクープ、これに対し、GHQが憲法草案制定会議（民政局を一時改組した組織）にまとめさせてつくったGHQ草案について、GHQ側と日本政府側がその翻訳や修正、解釈などをめぐる応酬をドラマとして構成。
著名であり、かつ写真や映像が残る実在の人物を再現する困難に直面したNHK製作スタッフは、約200人に及ぶ登場人物の配役選定だけで一ヶ月をかけるなど、配役や、登場人物の服装・メーキャップなど、再現のための工夫を重ねて製作した。
NHK土曜ドラマ枠で放映され、第一部は11月30日、第二部は12月7日に放送された。
脚本のジェームス三木は本作脱稿直後、松本委員会の試案や日本政府側の動きに軸を据えた本作を補うため、GHQ側の動きに焦点を当てた演劇を着想。のち戯曲を書き上げた。この戯曲『真珠の首飾り』は、GHQ憲法草案制定会議のメンバーで、憲法24条を起草しGHQ草案をめぐる徹夜の日米交渉でも通訳として活躍したベアテ・シロタ・ゴードンに焦点をあてている。ジェームス三木作・演出の劇団・青年劇場作品として1998年に初演、全国で長期にわたって巡演されている（2005年7月の高崎公演。2015年紀伊國屋ホールほかで公演）。ベアテ・シロタ・ゴードン本人も観劇した。またジェームス三木は本ドラマと同名の長編小説『憲法はまだか』を2002年に角川書店から上梓している。

## スタッフ
- 脚本：ジェームス三木
- プロデューサー：金沢宏次
- 演出：重光亨彦

## キャスト
- 松本烝治：津川雅彦
- 近衛文麿：江守徹
- 吉田茂：鈴木瑞穂
- 芦田均：佐藤慶
- 近衛通隆：東根作寿英
- 金森徳次郎：すまけい
- 楢橋渡：岡村喬生
- 入江俊郎：岸部一徳
- 牛場友彦：寺泉憲
- 鳥尾鶴代：森口瑤子
- 佐藤達夫：藤田宗久
- 白洲次郎：長谷川初範
- 杉森孝次郎：北村総一朗
- 松本重治：磯部勉
- 近衛千代子：高橋惠子
- コートニー・ホイットニー准将：レオ・メンゲティー
- チャールズ・ケーディス大佐：デニス・フォルト
- ベアテ・シロタ・ゴードン：ビアンカ・アレン
- 河村又介：矢崎滋
- 野村淳治：滝田裕介
- 高野岩三郎：小泉博
- 美濃部達吉：久米明
- 佐々木惣一：松村達雄
- 岩淵辰雄：寺田農
- 加藤シヅエ：うつみ宮土理
- 北昤吉：大山克巳
- 幣原喜重郎：神山繁
- 松本千：岡田茉莉子
- 宮沢俊義：近藤正臣
- 岩田宙造：武内亨
- 堀切善次郎：内田稔
- 下村定：坂口芳貞
- 鈴木安蔵：原康義
- 前田多門：平松慎吾
- 三辺謙：森田順平
- 三辺文子：福田裕子
- 小坂徳三郎：山下規介
- 細川護貞：真夏竜
- 次田大三郎：塚本信夫
- 室伏高信：大林丈史
- 斎藤隆夫：飯沼慧
- 清水澄：須賀不二男
- 安倍能成：神山寛
- 酒井鎬次：石黒高志
- 中谷武世：斉藤真
- 三土忠造：早川雄三
- 小笠原三九郎：福山象三
- 水谷長三郎：斉藤暁
- 副島千八：入江正徳
- 犬養健：三木敏彦
- 北浦圭太郎：なべおさみ
- 田中耕太郎：清水幹生
- 鳩山一郎：林昭夫
- 野坂参三：うえだ峻
- 大島多蔵：森下哲夫
- 森戸辰男：岩下浩
- 壮士風の男：石橋雅史